# Peter Holm (scenograf)
Peter Gustav Holm, född 4 maj 1948 i Malmö S:t Petri församling, är en svensk scenograf.

## Biografi
1973 var han med och grundade Skånska Teatern i Landskrona tillsammans med bland andra regissören Peter Oskarson. Innan dess hade han studerat drama-teater-film vid Lunds universitet. När Peter Oskarson blev konstnärlig ledare för Folkteatern i Gävleborg 1983 följde Holm med dit. Där stannade han till 1990. Under 2000-talet har han varit knuten till Stockholms stadsteater. Peter Holm har även gjort scenografi för Dramaten samt operascenografi.

## Teater

### Scenografi (ej komplett)
| År   | Produktion                                                                        | Upphovsmän                              | Regi              | Teater                                      | Noter                 |
| ---- | --------------------------------------------------------------------------------- | --------------------------------------- | ----------------- | ------------------------------------------- | --------------------- |
| 1979 | En midsommarnattsdröm A Midsummer Night's Dream                                   | William Shakespeare                     | Peter Oskarson    | Skånska Teatern                             |                       |
| 1980 | Don Quijote och Sancho Panza Дон Кихот, Don Kikhot                                | Michail Bulgakov                        | Peter Oskarson    | Skånska Teatern                             |                       |
| 1980 | Jorden rör sig! Leben des Galilei                                                 | Bertolt Brecht                          | Peter Oskarson    | Angereds teater                             |                       |
| 1982 | På jorden knappt vi leva få... (Den heliga familjen, Sångare & Vägen till Kanaan) | Rudolf Värnlund                         | Peter Oskarson    | Skånska Teatern                             |                       |
| 1983 | Tre systrar Три сeстры, Tri sestry                                                | Anton Tjechov                           | Peter Oskarson    | Folkteatern i Gävleborg                     |                       |
| 1984 | Makten och ärligheten                                                             | Lars Forssell                           | Peter Oskarson    | Folkteatern i Gävleborg                     |                       |
| 1985 | Ett drömspel                                                                      | August Strindberg                       | Peter Oskarson    | Folkteatern i Gävleborg                     |                       |
| 1985 | Ett litet drömspel                                                                | Staffan Westerberg                      | Finn Poulsen      | Folkteatern i Gävleborg                     |                       |
| 1985 | Den goda människan från Sezuan Der gute Mensch von Sezuan                         | Bertolt Brecht                          | Peter Oskarson    | Folkteatern i Gävleborg                     |                       |
| 1987 | Drottningens juvelsmycke                                                          | Carl Jonas Love Almqvist                | Peter Oskarson    | Dramaten                                    |                       |
| 1988 | Den stora vreden                                                                  | Sven Viksten                            | Peter Oskarson    | Folkteatern i Gävleborg                     |                       |
| 1990 | Den perfekta kyssen                                                               | Staffan Göthe                           | Dag Norgård       | Stockholms stadsteater                      |                       |
| 1993 | Tant Blomma                                                                       | Kristina Lugn                           | Richard Looft     | Dramaten                                    |                       |
| 1994 | En midsommarnattsdröm A Midsummer Night's Dream                                   | William Shakespeare                     | Peter Oskarson    | Teaterhögskolan i Stockholm på Orionteatern |                       |
| 2001 | Systrarna                                                                         | Per Olov Enquist                        | Benny Fredriksson | Stockholms stadsteater                      |                       |
| 2002 | Ett dockhem Et Dukkehjem                                                          | Henrik Ibsen                            | Philip Zandén     | Stockholms stadsteater                      |                       |
| 2003 | Till Damaskus                                                                     | August Strindberg                       | Sofia Jupither    | Stockholms stadsteater                      |                       |
| 2003 | Katt på hett plåttak Cat on a Hot Tin Roof                                        | Tennessee Williams                      | Björn Melander    | Stockholms stadsteater                      |                       |
| 2004 | Hamlet Hamlet, Prince of Denmark                                                  | William Shakespeare                     | Philip Zandén     | Stockholms stadsteater                      |                       |
| 2004 | Jag är min egen fru I Am My Own Wife                                              | Doug Wright Översättning Magnus Lindman | Rickard Günther   | Stockholms stadsteater                      |                       |
| 2005 | Fordringsägare                                                                    | August Strindberg                       | Philip Zandén     | Stockholms stadsteater                      |                       |
| 2005 | Balansgång A Delicate Balance                                                     | Edward Albee Översättning Sven Barthel  | Björn Melander    | Stockholms stadsteater                      | Scenografi och kostym |
| 2006 | Linje Lusta A Streetcar Named Desire                                              | Tennessee Williams                      | Göran Stangertz   | Stockholms stadsteater                      |                       |
| 2007 | Volpone                                                                           | Ben Jonson                              | Alexander Öberg   | Stockholms stadsteater                      |                       |
| 2008 | Mästaren och Margarita Мастер и Маргарита                                         | Michail Bulgakov                        | Leif Stinnerbom   | Stockholms stadsteater                      |                       |
| 2008 | Lånta fjädrar Der Keusche Lebemann                                                | Franz Arnold och Ernst Bach             | Stefan Ekman      | Krusenstiernska teatern                     |                       |
| 2010 | Fadern                                                                            | August Strindberg                       | Philip Zandén     | Stockholms stadsteater                      |                       |
| 2010 | Födelsedagskalaset The Birthday Party                                             | Harold Pinter                           | Thommy Berggren   | Stockholms stadsteater                      |                       |
| 2011 | Revisorn Ревизор, Revizor                                                         | Nikolaj Gogol                           | Göran Stangertz   | Stockholms stadsteater                      |                       |
| 2012 | Fordringsägare                                                                    | August Strindberg                       | Åsa Kalmér        | Strindbergs Intima Teater                   |                       |
| 2013 | Krapps sista band Krapp's Last Tape                                               | Samuel Beckett                          | Thommy Berggren   | Stockholms stadsteater                      |                       |
| 2015 | Faust                                                                             | Johann Wolfgang von Goethe              | Peter Oskarson    | Folkteatern i Gävleborg                     |                       |